# سيدي بلعطار
سيدي بلعطار إحدى بلديات دائرة عين تادلس التابعة لولاية مستغانم.